# Варшавський 184-й піхотний полк

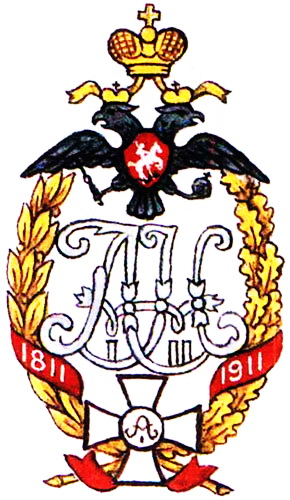

184-й піхотний Варшавський полк
Полкове свято: 27 березня
Старшинство: 27.03.1811

## Формування полку
Полк має старшинство з дня сформування Чернігівського внутрішнього губернського полубатальйона, тобто з 17 січня 1811 р .; 27 березня того ж року полубатальйон був розгорнутий в батальйон, який 14 липня 1816 перейменований в Чернігівський внутрішній гарнізонний батальйон, 13 серпня 1864 — в Чернігівський губернський батальйон, а 26 серпня 1874 — в Чернігівський місцевий батальйон.
31 липня 1877 з половини батальйону був сформований 28-й резервний піхотний батальйон, а 1 квітня 1878 вдруге виділений полубатальйон для сформування 106-го резервного піхотного батальйону. 31 серпня 1878 батальйон перейменований в п'ятиротний 65-й резервний піхотний (кадровий) батальйон, якому 31 березня 1880 подарований прапор.
25 березня 1891 батальйон перейменовано 173-й піхотний резервний Варшавський полк двобатальйонного складу, на формування якого пішли, крім рот батальйону, ще роти Севастопольського фортечного піхотного батальйону та Івангородського фортечного піхотного батальйону.
1 січня 1898 полк названий 184-м піхотним резервним Варшавським полком.
Під час війни з Японією полк 4 липня 1905 був розгорнутий в піхотний полк чотирьохбатальйонного складу; 15 березня 1906 знову зведений в двобатальйонний склад і названий резервним. 14 листопада 1910 переформований у чотирьохбатальонний піхотний полк.
Аж до Першої світової війни полк в кампаніях не брав участі.
Полк отримав своє найменування в спогад взяття Варшави приступом 25 і 26 серпня 1831 (під час Польського повстання 1830—1831 рр.); тому і полкове свято його встановлений 26 серпня. Найвищим наказом 27 березня 1911 полку з нагоди 100 років з часу його заснування подаровано новий прапор з ювілейною стрічкою і написом «1811-1911».

## Відзнаки
1. У 3-му батальйоні відзнаки (нагрудні у офіцерів, на головні убори у нижніх чинів) з написом: «За отлічіе Вь війну зй Японіей Вь 1904 і 1905 годах'». Найвищий наказ 30 липня 1911.

## Командири полку
- 10.08.1910-1913 рр. — Полковник Чистяков Олександр  Степанович
- 11.09.1913 — 30.08.1915 — полковник Воронцов-Вельямінов Костянтин Васильович[1]

## Відомі люди, що служили в полку
- Арге Павло Володимирович — російський льотчик-ас.
- Калінін Костянтин Олексійович — радянський авіаконструктор.